# Франко, Рамон (актёр)
Рамо́н Фра́нко (исп. Ramón Franco, 12 сентября 1963, Пуэрто-Рико) — голливудский актёр.
Сыграл более чем в 50 фильмах и сериалах (в том числе — в таких известных, как Секретные материалы, Полиция Нью-Йорка, Секретный агент МакГуаер, Медиум и Доктор Хаус. Жанры — триллер, драма, экшн.
Не указан в титрах еще одного фильма — Элитный отряд (1993) где играет «последнего насильника».